# Nikolaj Alekseevič Nekrasov

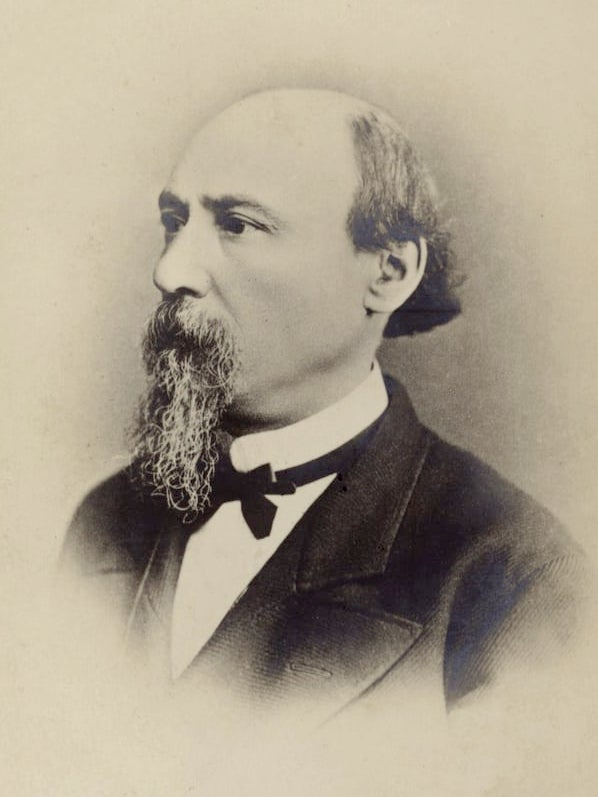
Nikolaj Alekseevič Nekrasov

Nikolaj Alekseevič Nekrasov (in russo Никола́й Алексе́евич Некра́сов; Nemyriv, 10 dicembre 1821 – San Pietroburgo, 8 gennaio 1878) è stato un poeta russo.
(N. A. Nekrasov, da Chi vive bene in Russia?)

## Biografia

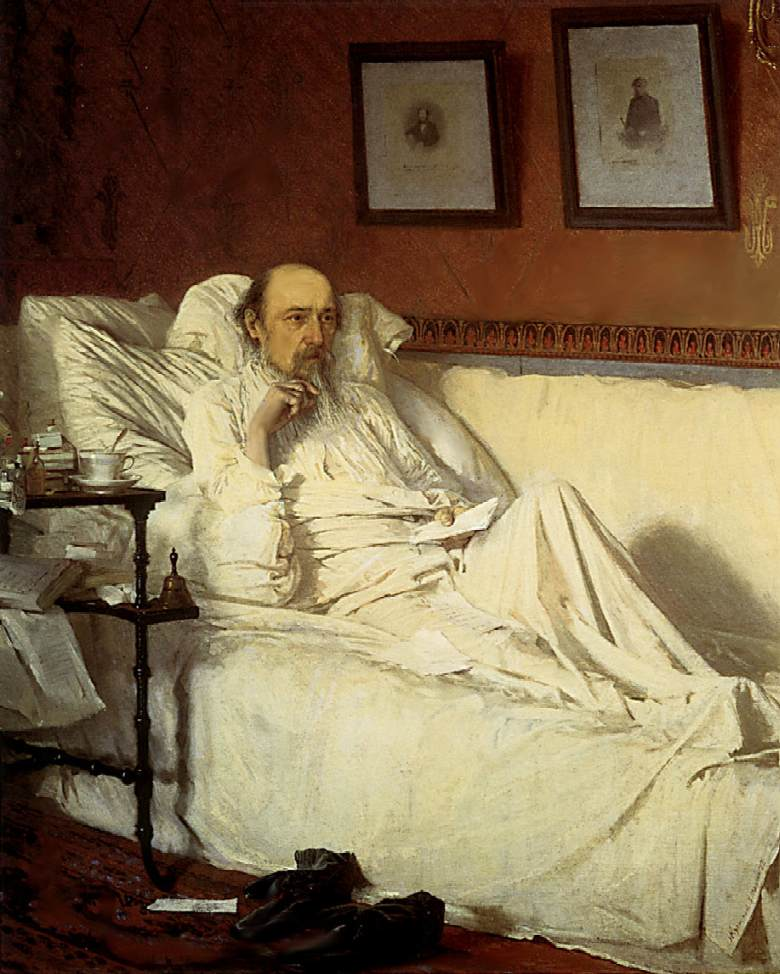
Ivan Kramskoj: Nekrasov malato compone le Ultime canzoni

Nikolaj Nekrasov nacque a Nemyriv, nell'oblast' di Vinnycja, in Ucraina. Il padre Aleksej era una persona volgare e illetterata, nobile di provincia e ufficiale dell'esercito; anche la madre, la polacca Aleksandra Zakrzewska, vantava origini nobili.
Lasciati gli studi che aveva iniziato nell'Università di San Pietroburgo, Nekrasov debuttò nel 1840 con l'antologia di poesie Sogni e suoni, criticata da Vissarion Grigor'evič Belinskij, che tuttavia divenne in seguito suo amico e ammiratore della sua opera più matura. S'impegnò con bravura e con senso degli affari in un ciclo di progetti editoriali, l'«Almanacco pietroburghese», 1846, dove fu pubblicato il romanzo Povera gente di Dostoevskij, la rivista Sovremennik (Il Contemporaneo), nel 1847, che fu soppressa dal governo nel 1866 dopo il primo attentato contro lo zar Alessandro II, e gli «Annali patrii», rilevati da Nekrasov insieme con Saltykov-Ščedrin nel 1868, che diresse fino alla morte, tutte riviste che divennero il punto di riferimento dell'intellighenzia radicale e, in particolar modo, dei principali esponenti della scuola realista.
Del 1854 è l'opera Vlas, mentre del 1861 il poema Gli ambulanti, che contiene la celebre Canzone del vagabondo, nella quale Nekrasov esibisce con notevole veemenza significativa come il proletariato non sia per lui solamente una «letteraria dimensione sentimentale».
Argomento predominante dei suoi scritti sono i tormenti patiti dal popolo e le ingiustizie a cui il ceto prevalente assoggetta il popolo stesso, e l'aspetto poetico che gli è più consono è il poema lungo, la cui tecnica rievoca gergo e ritornelli dei canti popolari. Non sono tralasciate le riproposizioni in stile satirico di metri e forme che pertengono alla poesia alta. Nel 1863 scrisse Gelo, naso rosso, dove, distaccandosi per una volta dal costume della canzone popolare, idealizza quasi favolisticamente l'immagine della contadina russa sullo scenario maestoso di una grandissima foresta gelata.
L'ultima opera di Nekrasov, Chi è felice in Russia? (1866-1877), è pure il suo capolavoro, edito dopo la sua morte. La trama narra di sette contadini che vagabondano in tutta la Russia per trovare i motivi della propria tristezza, finisce con intonazioni di felice speranza nel futuro. Il popolo russo identificò Nekrasov come il «suo» poeta e gli rese omaggio con un funerale che fu uno dei più emozionanti tributi di popolo mai dimostrate a uno scrittore.

## Fortuna
In Delitto e castigo e ne I fratelli Karamazov, Dostoevskij ricorda i versi del poeta che descrivono la morte di una cavallina, frustata a sangue nei miti occhi da un mužik e poi finita dai presenti, per definire l'orrore del mondo contro le creature più deboli e indifese. Dostoevskij, pur lontano da Nekrasov per tanti versi, scrisse anche che «Nekrasov concluse la serie di quei poeti che avevano detto una parola nuova e in questo senso doveva stare subito dopo Puškin e Lermontov [...] c'era nell'animo di Nekrasov una forza originale che non lo abbandonò mai: il suo sincero, appassionato e soprattutto immediato amore per il popolo».
La fama di Nekrasov, che pure si era dichiarato convinto che il suo nome sarebbe scomparso con la sua morte, è rimasta intatta anche nel Novecento: il poeta Nikolaj Semënovič Tichonov (1896–1979) scrisse che «Nekrasov fu un maestro disperso, ciondolone, capriccioso, ma ha dei versi sorprendenti. Probabilmente sentiva per istinto la necessità di prendere le parole, le rime, le frasi dal discorso comune, per contrasto con il canone dello "stile elevato" di Puškin. Parole non risonanti per bellezza, glaciali, flessibili, quelle che si dicono parole appassite, parole abortite. L'elevatezza della sua voce nobilita questo materiale».
Nel 1911 Nikolay Alexandrov mise in musica il suo poema Pokhorony, da cui è nata la canzone popolare russa Mezh Vysokikh Khlebov Zateryalosya.